# Jacques Geus
Jacques Geus (Laeken, 22 de febrer de 1920 - Saint-Josse-ten-Noode, 13 de juliol de 1991) va ser un ciclista belga que va ser professional entre 1941 i 1955. Era sord. En el seu palmarès destaquen la París-Limoges de 1946 i el Gran Premi de Valònia de 1949.

## Palmarès
- 1946
  - 1r a la París-Limoges
  - Vencedor d'una etapa del Gran Premi de la República
- 1949
  - 1r al Circuit de l'Oest de Mons
  - 1r a la Lieja-Courcelles
  - 1r al Gran Premi de Valònia
- 1950
  - 1r a la Brussel·les-Couvin

### Resultats al Tour de França
- 1949. 27è de la classificació general